# لی‌آز
لی‌آز (انگلیسی: LiAZ) شرکت اتوبوس‌سازی روسی است، که در سال ۱۹۳۷ تأسیس شد.